# BlizzCon
BlizzCon là hội nghị trò chơi hàng năm do Blizzard Entertainment tổ chức để quảng bá các thương hiệu game lớn của mình - bao gồm Warcraft, StarCraft, Diablo, Hearthstone, Heroes of the Storm, và Overwatch.
Hội nghị BlizzCon đầu tiên được tổ chức vào tháng 10 năm 2005; kể từ đó, tất cả các đại hội đều được tổ chức tại Trung tâm Hội nghị Anaheim ở Anaheim, California, trong cùng khu vực đô thị với trụ sở của tại Irvine. Nội dung hội nghị bao gồm các thông báo liên quan đến trò chơi, bản xem trước và nội dung game sắp tới của Blizzard Entertainment, giải đáp thắc mắc, các cuộc thi trang phục, cùng các phiên bản game của Blizzard. Đêm bế mạc có các buổi hòa nhạc của The Offspring, Tenacious D, Foo Fighters, Ozzy Osbourne, Blink-182,  Metallica, Linkin Park, "Weird Al" Yankovic, và Muse. Một sự kiện tương tự - Blizzard Worldwide Invitational - được tổ chức bên ngoài Hoa Kỳ từ năm 2004 đến năm 2008.

## Phí tham dự
Vé tham gia các sự kiện BlizzCon năm 2005, 2007 và 2008 là 100 đô la Mỹ cho 2 ngày. Năm 2009, giá được nâng lên 125 đô la. Năm 2010, giá đã được nâng lên 150 đô la. Năm 2011, giá được nâng lên 175 đô la và giữ nguyên vào năm 2013. Năm 2014, giá được tăng lên 199 đô la và chi phí bữa tối tại BlizzCon tăng từ 500 lên 750 đô la - đã bao gồm vé vào cửa. Từ năm 2015 đến năm 2018, giá vẫn giữ ở mức của năm 2014.
Giá vé bao gồm một túi các vật phẩm như phần thưởng trong trò chơi, khóa beta cho các game Blizzard sắp ra mắt, và đồ họa độc quyền của Blizzard.

BlizzCon không được tổ chức vào năm 2006, 2012 và 2020.

## Các sự kiện tại BlizzCon
| Năm  | Ngày tháng    | Số người tham dự | Lễ bế mạc                                            | Giá vé (USD)  | Giá vé qua cổng (USD) | Giá vé online (USD)                      |
| ---- | ------------- | ---------------- | ---------------------------------------------------- | ------------- | --------------------- | ---------------------------------------- |
| 2005 | 28–29/10      | 4.000            | The Offspring, Christian Finnegan, L60ETC            | 100           | N/A                   | N/A                                      |
| 2006 | Không tổ chức | Không tổ chức    | Không tổ chức                                        | Không tổ chức | Không tổ chức         | Không tổ chức                            |
| 2007 | 3–4/8         | 13,000           | Video Games Live, Jay Mohr, L70ETC                   | 100           | N/A                   | N/A                                      |
| 2008 | 10–11/10      | 15.000           | Video Games Live, Patton Oswalt, Kyle Kinane, L70ETC | 100           | N/A                   | N/A                                      |
| 2009 | 21–22/8       | 20.000           | Ozzy Osbourne                                        | 125           | N/A                   | 39.95                                    |
| 2010 | 22–23/10      | 27.000           | Tenacious D, Dave Grohl                              | 150           | N/A                   | 39.99                                    |
| 2011 | 21–22/10      | 26.000           | Foo Fighters, TAFKL80ETC/L90ETC                      | 175           | N/A                   | 39.99                                    |
| 2012 | Không tổ chức | Không tổ chức    | Không tổ chức                                        | Không tổ chức | Không tổ chức         | Không tổ chức                            |
| 2013 | 8–9/11        | 26.000           | Blink 182                                            | 175           | N/A                   | 39.99                                    |
| 2014 | 7–8/11        | 26.000           | Metallica, L90ETC/Elite Tauren Chieftains            | 199           | N/A                   | 39.99                                    |
| 2015 | 6–7/11        | 25.000           | Linkin Park                                          | 199           | N/A                   | 39.99                                    |
| 2016 | 4–5/11        | 27.000+          | "Weird Al" Yankovic                                  | 199           | N/A                   | 39.99                                    |
| 2017 | 3–4/11        | 35.000+          | Muse                                                 | 199           | N/A                   | 39.99                                    |
| 2018 | 2–3/11        | 40.000+          | Train, Lindsey Stirling, Kristian Nairn              | 199           | N/A                   | 49.99                                    |
| 2019 | 1–2/11        |                  | Fitz and the Tantrums, The Glitch Mob, Haywyre       | 229           | 550                   | 49.99                                    |
| 2020 | Không tổ chức | Không tổ chức    | Không tổ chức                                        | Không tổ chức | Không tổ chức         | Không tổ chức                            |
| 2021 | 19–20/2       |                  | Kristian Nairn, Metallica, Mamamoo                   | Miễn phí      | N/A                   | 19.99/39.99/59.99 Celebration Collection |

### 2000s

#### 2005
Những người tham dự có thể thử nghiệm một trong hai chủng tộc mới, Blood Elves, cho bản mở rộng sắp tới tại Outland, được phát hành với tên gọi World of Warcraft: The Burning Crusade vào năm 2007. Ngoài ra, họ còn có thể trải nghiệm bản demo của các chế độ chơi đơn và nhiều người chơi của Starcraft: Ghost. Một cuộc thi sáng tác đã được tổ chức và chấm điểm bởi Jonathan Davis của Korn.
Elite Tauren Chieftain cấp 60, diễn viên hài Christian Finnegan, và ban nhạc The Offspring đã biểu diễn tại buổi hòa nhạc bế mạc.

#### 2007

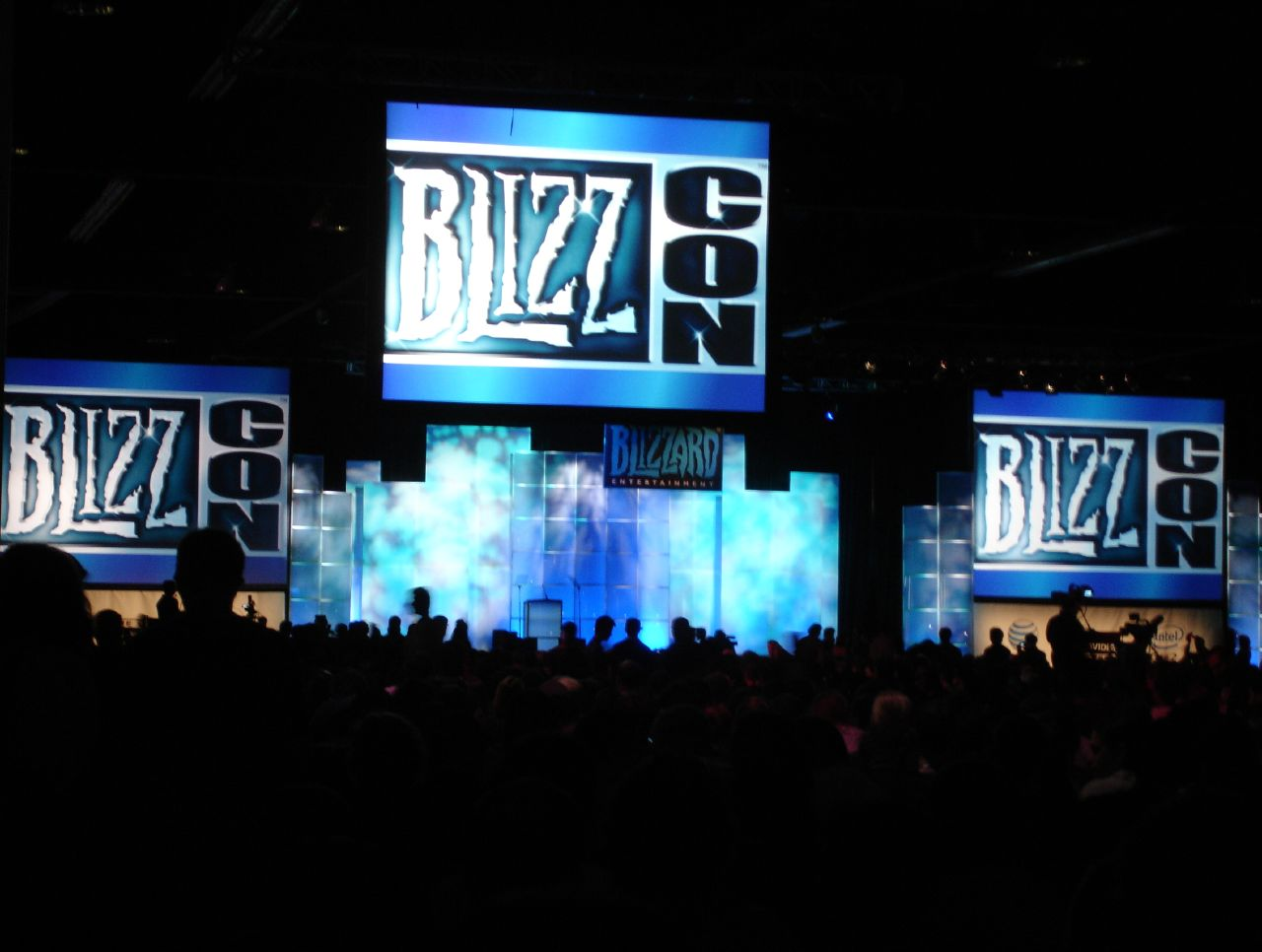
Lễ khai mạc tại BlizzCon 2007

Người tham dự được thử nghiệm phiên bản chơi trước của StarCraft II (được phát hành dưới tên StarCraft II: Wings of Liberty vào năm 2010), dưới dạng chơi đơn hoặc 2v2 trong vai Terran hoặc Protoss. Phần lớn nội dung trò chơi đã được tiết lộ và giải đáp cho những người tham dự. Tuy nhiên, chủng tộc Zerg vẫn chưa được công bố vào thời điểm đó. Bản mở rộng thứ hai của World of Warcraft, với tên Wrath of the Lich King, chính thức được công bố và sẵn sàng cho người tham gia chơi thử.
Diễn viên hài Jay Mohr đã góp vui tại lễ bế mạc, theo sau là Elite Tauren Chieftain cấp 70 (đổi tên dựa trên cấp độ mới trong The Burning Crusade) cùng với Video Games Live.

#### 2008

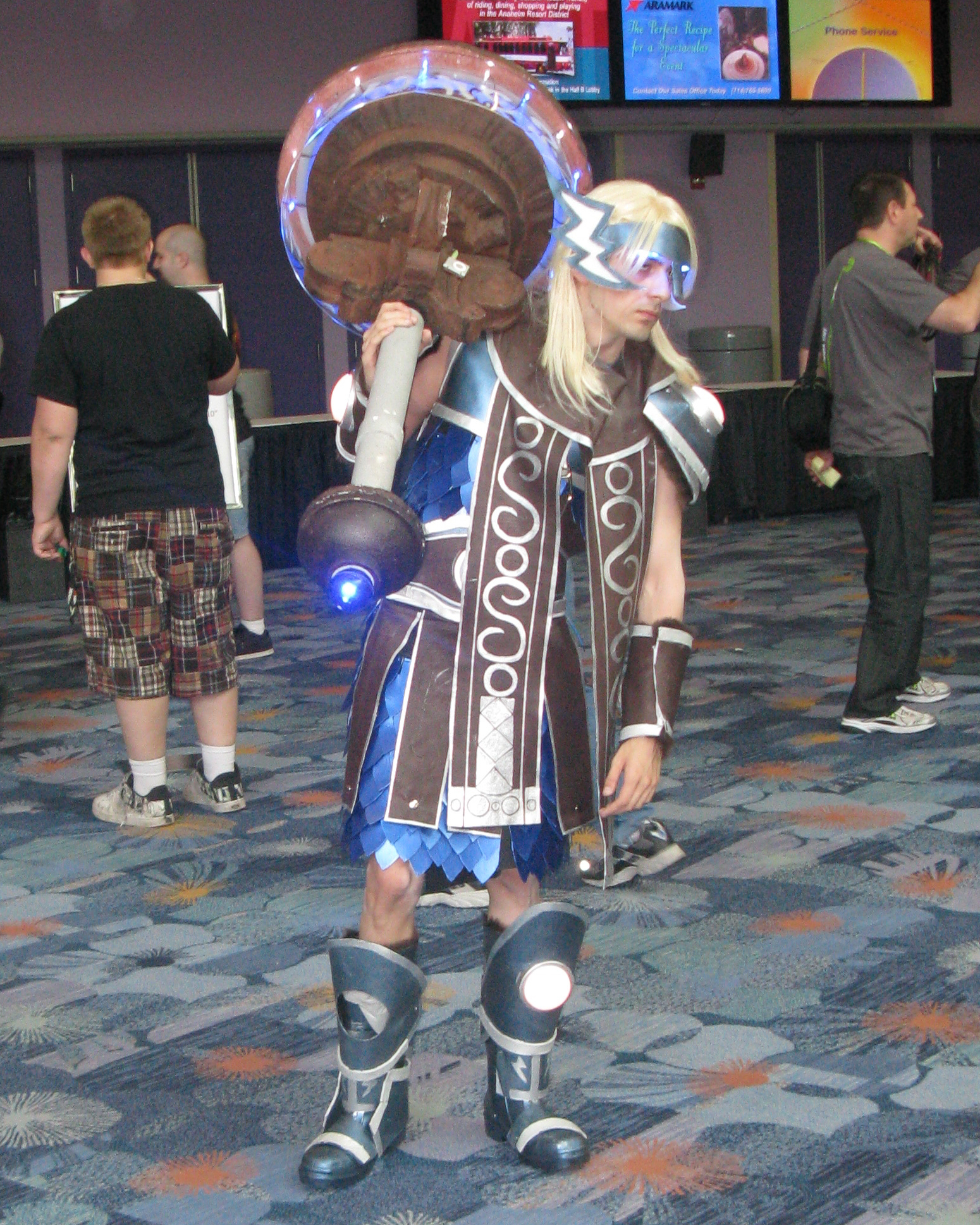
Fan trong trang phục Thorim

Trong buổi lễ khai mạc, chủ tịch Blizzard Michael Morhaime thông báo về lớp nhân vật (class) thứ ba của Diablo III: Wizard, cũng như việc Starcraft II sẽ được tách thành ba trò chơi.
Các phiên bản cho phép chơi của Diablo III, StarCraft II, và World of Warcraft: Wrath of the Lich King được giới thiệu để thử nghiệm trong thời gian diễn ra đại hội.  Ngoài ra, còn có các giải đấu và cuộc thi cho World of Warcraft Trading Card Game, World of Warcraft miniatures game, StarCraft, StarCraft II, Warcraft III: The Frozen Throne, và World of Warcraft arena. Chủng tộc Zerg giờ đã có thể chơi được trong các bản demo của StarCraft II.
BlizzCon 2008 được phát sóng trực tiếp trong hai ngày như một sự kiện PPV trên DirecTV chỉ dành cho người xem Hoa Kỳ, mỗi ngày 8 giờ. Fansite chính thức của Blizzard WoW Radio phát thanh trực tiếp qua SHOUTcast.
Trong lễ bế mạc vào thứ Bảy, các diễn viên hài Kyle Kinane và Patton Oswalt tham gia biểu diễn. Buổi hòa nhạc bế mạc được thực hiện bởi Video Games Live, gồm các bản nhạc từ tất cả các trò chơi của Blizzard và một màn trình diễn âm nhạc của Wrath of the Lich King.

#### 2009

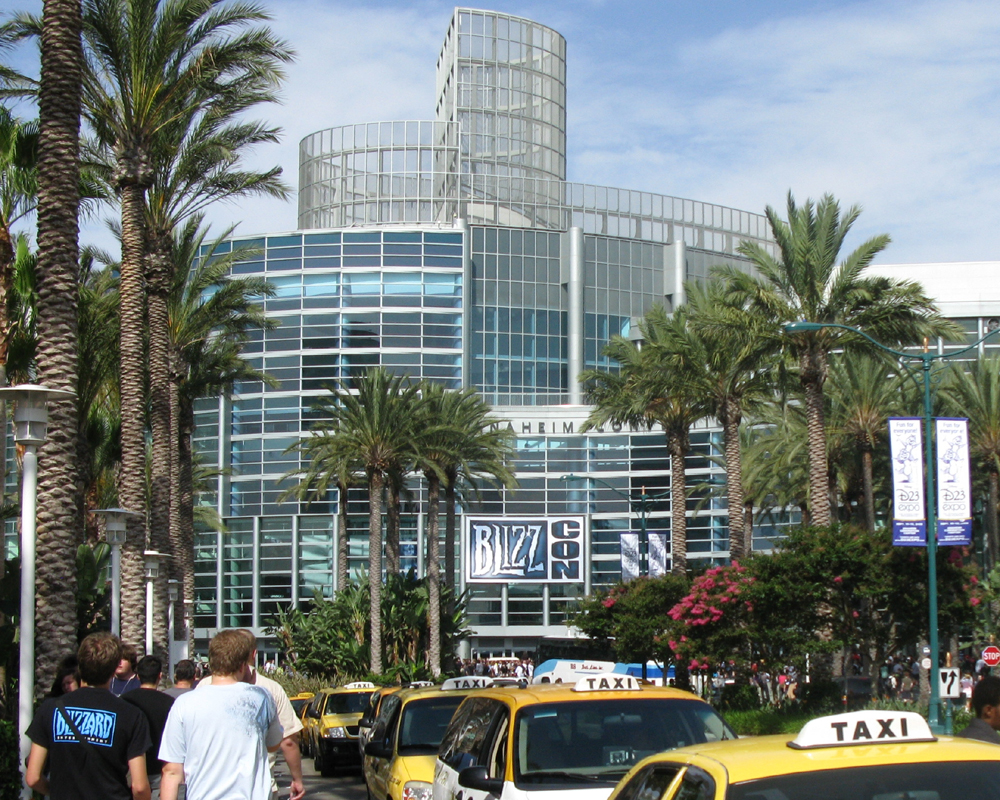
Blizzcon 2009 tại Anaheim Convention Center

Trong một nỗ lực nhằm giảm bớt sự thất vọng liên quan đến việc hết vé của các BlizzCons trước đó, Blizzard đã mướn 4 hội trường (tăng từ 3) và triển khai một hệ thống mới, giúp việc mua vé dễ dàng hơn.

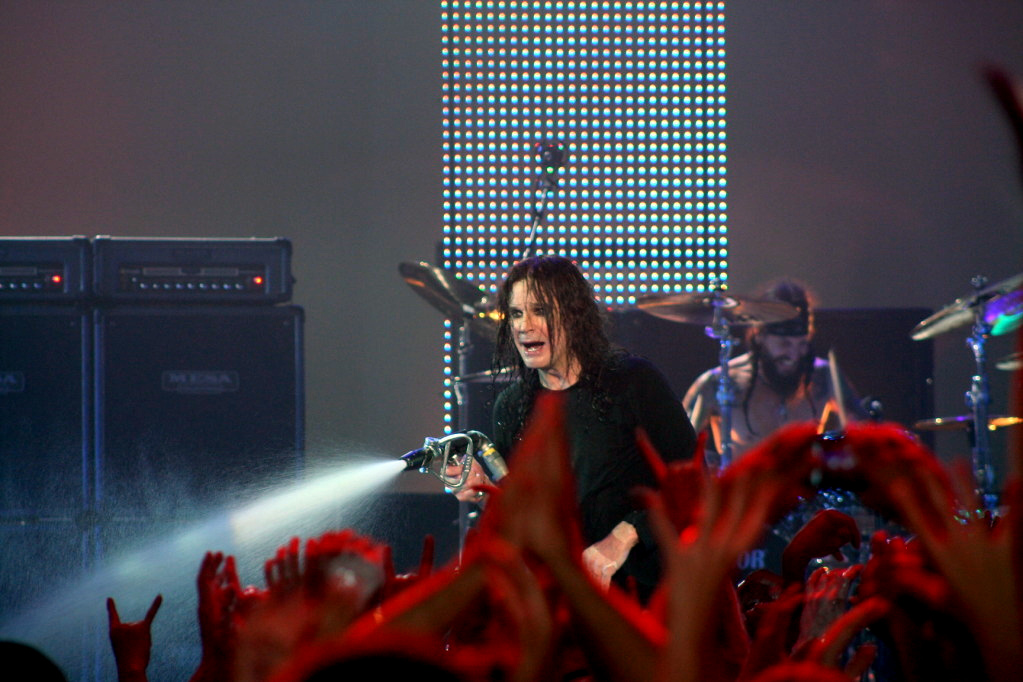
Ozzy Osbourne tại BlizzCon 2009

Như năm 2008, DirecTV tổ chức cả hai ngày BlizzCon 2009 như một sự kiện PPV ($ 39,95 cho hai ngày) trong tám giờ mỗi ngày. Tất cả những người mua vé sự kiện BlizzCon 2009 Pay Per View đều nhận được một thú cưng (pet) "Grunty the Murloc Marine" độc quyền cho trò chơi World of Warcraft, cũng như có quyền truy cập vào luồng trực tuyến mà không phải trả thêm phí.
Bản mở rộng thứ ba, World of Warcraft: Cataclysm được thông báo, trong khi Diablo III, StarCraft II: Wings of Liberty đã sẵn sàng để chơi.
Ozzy Osbourne biểu diễn cho buổi hòa nhạc bế mạc.

### 2010s

#### 2010

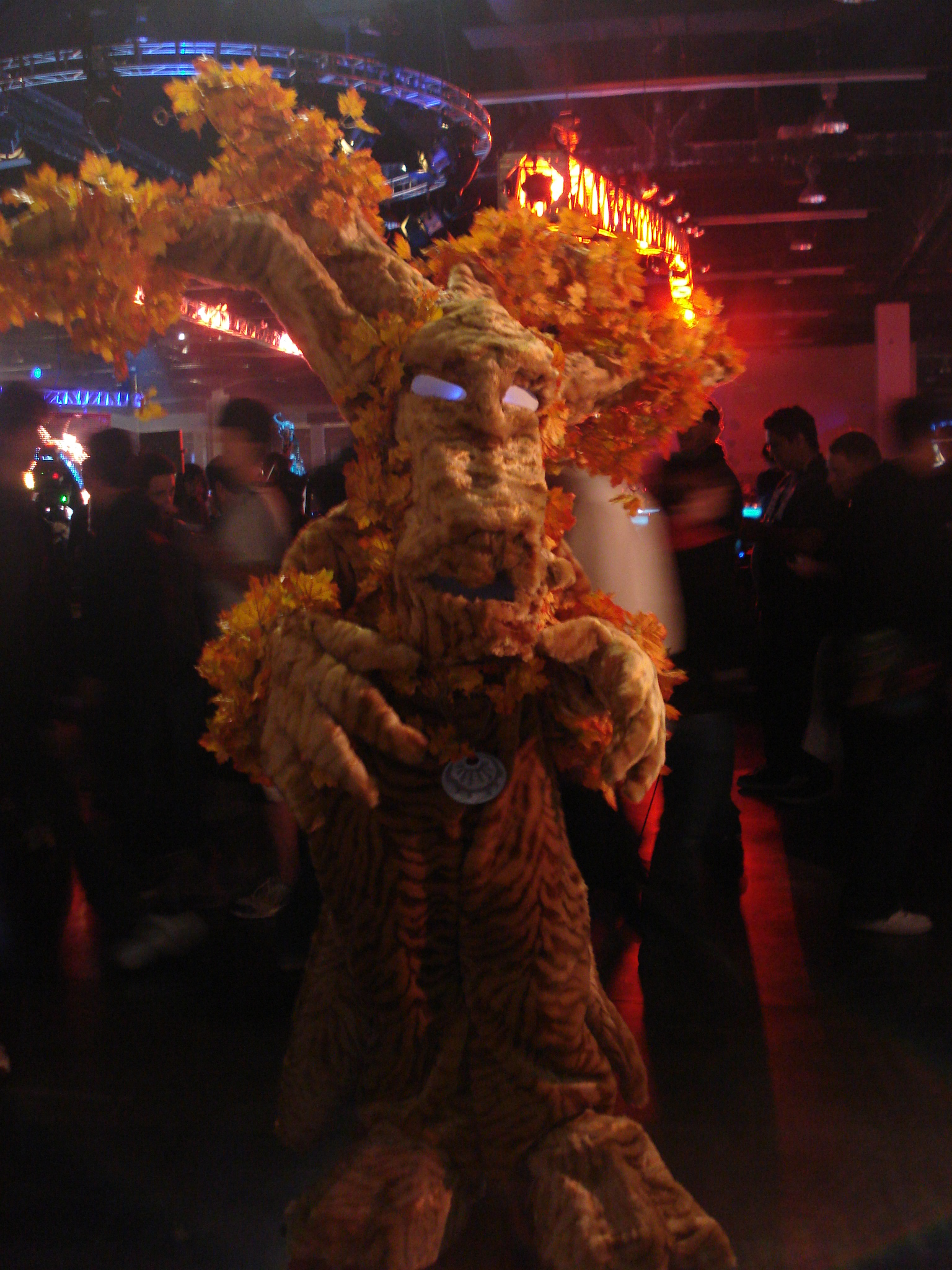
Resto Druid dạng Tree Form tại Blizzcon 2010

Class nhân vật thứ năm của Diablo III được tiết lộ là Demon Hunter; đồng thời, bản sửa đổi StarCraft II có tên "Blizzard DotA" được giới thiệu, sau này phát triển thành Heroes of the Storm. Diablo III, StarCraft II: Wings of Liberty và World of Warcraft: Cataclysm có thể chơi được.

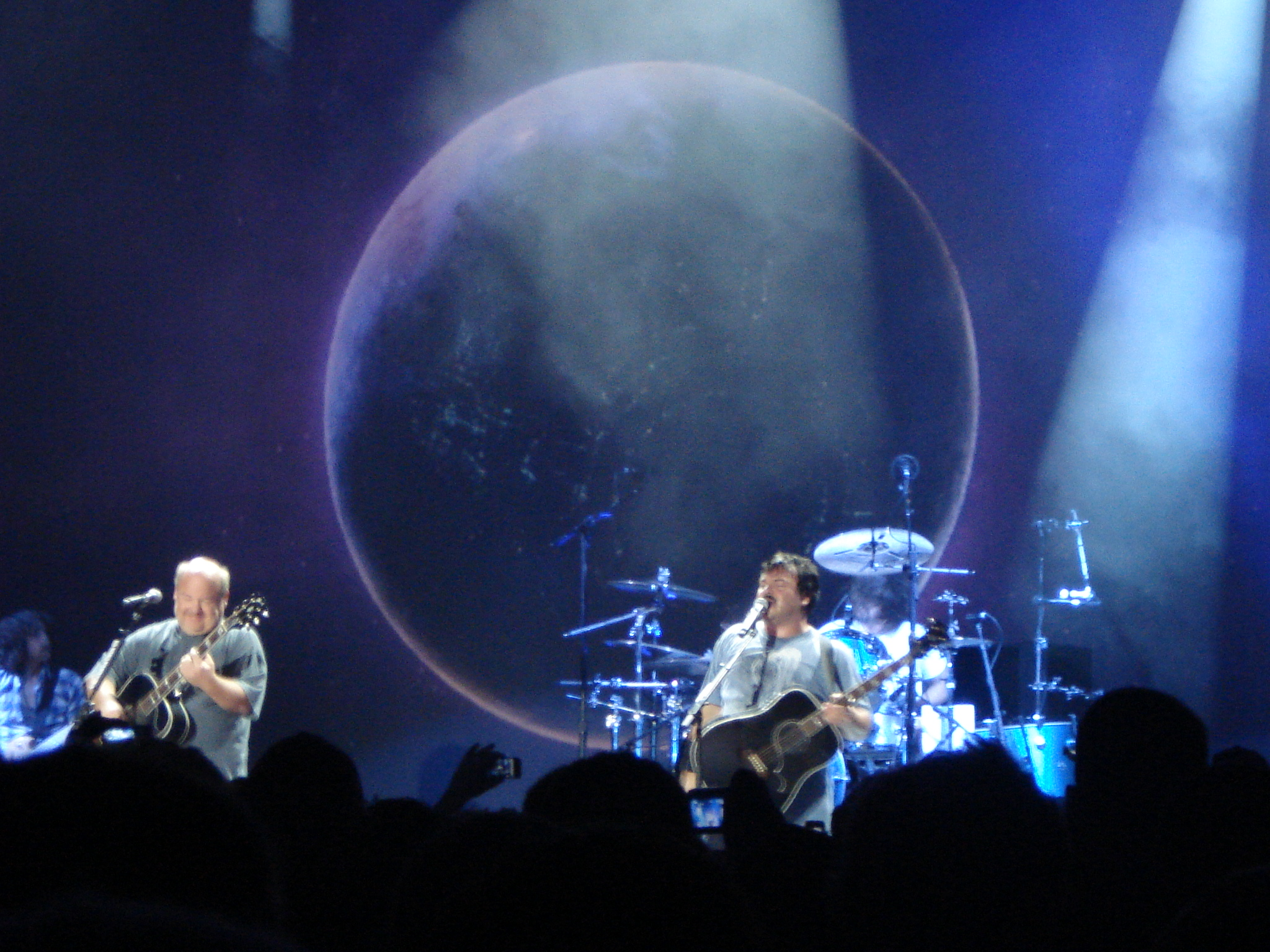
Tenacious D tại Blizzcon 2010

Tương tự như năm 2009, BlizzCon 2010 được phát trực tiếp thông qua một chương trình phát sóng trực tuyến trên "BlizzCon Virtual Ticket". Virtual Ticket sử dụng bốn nguồn cấp dữ liệu trực tiếp từ sàn hội nghị, phát sóng hơn 50 giờ chương trình HD BlizzCon. DirecTV một lần nữa phát sóng cả hai ngày BlizzCon 2010 như một sự kiện PPV (US $ 39,95 cho cả hai ngày) trong mười giờ mỗi ngày.
Game thủ chuyên nghiệp Hàn Quốc MVP_Genius đã giành chiến thắng trong StarCraft II BlizzCon Invitational. Bản ghi vinyl Revolution Overdrive: Songs of Liberty đã được phát hành cho sự kiện.
Tenacious D (Jack Black/Kyle Gass) chơi trong buổi hòa nhạc bế mạc với Dave Grohl. Các bản ghi âm của sự kiện đã được phát hành miễn phí như một phần của Live Music Archive.

#### 2011
Lễ khai mạc bao gồm đoạn giới thiệu mới của Diablo III với tên gọi "The Black Soulstone", trailer StarCraft II: Heart of the Swarm giới thiệu các đơn vị và kỹ năng mới, trailer "Blizzard DOTA" cho một trò chơi mới được làm từ StarCraft II cũng như thông báo về bản mở rộng mới World of Warcraft: Mists of Pandaria.
Trận đấu cuối cùng trong tháng 10 của GOMTV Global Starcraft II League đã diễn ra tại cùng với BlizzCon.
Buổi hòa nhạc bế mạc có màn trình diễn từ ban nhạc nội bộ của chính Blizzard, Elite Tauren Chieftain cấp 80 (TAFKL80ETC), người đã đổi tên giữa buổi hòa nhạc thành Elite Tauren Chieftain cấp 90 (L90ETC). Foo Fighters biểu diễn cho buổi hòa nhạc bế mạc.

#### 2013
Blizzcon 2013 đã được thông báo sẽ được tổ chức vào ngày 8 và 9 tháng 11 tại Anaheim. Vé được bán thành hai đợt vào ngày 24 và 27 tháng 4 năm 2013 - và cả hai đều nhanh chóng bán hết. Blizzard cũng bán vé đặc biệt bao gồm quyền tham gia Bữa tối trước Blizzcon. Mỗi vé này có giá 500 đô la, tất cả số tiền thu được từ Bữa tối trước Blizzcon được quyên góp cho Bệnh viện Nhi đồng Quận Cam, CA. Blizzard một lần nữa bán Vé ảo để phát trực tuyến trực tiếp tất cả các sự kiện trong BlizzCon 2013.
Trailer Heroes of the Storm được giới thiệu, với phiên bản alpha đã sẵn sàng để chơi. Hearthstone được thông báo bắt đầu giai đoạn thử nghiệm beta và sẽ được phát hành trên iOS và Android. Bản mở rộng thứ năm cho World of Warcraft, Warlords of Draenor, chính thức được công bố. Các thiết kế cho phim Warcraft được giới thiệu với người tham gia. Diablo III: Reaper of Souls được thông báo sẽ phát hành trên PC và PS4.
Các sự kiện bao gồm trận chung kết của Giải vô địch thế giới StarCraft II, lời mời từ Hearthstone Innkeeper, một giải đấu Hearthstone: Heroes of Warcraft với sự góp mặt của nhiều streamer Twitch nổi bật.
Buổi biểu diễn kết thúc sự kiện được thực hiện bởi Blink-182.

#### 2014

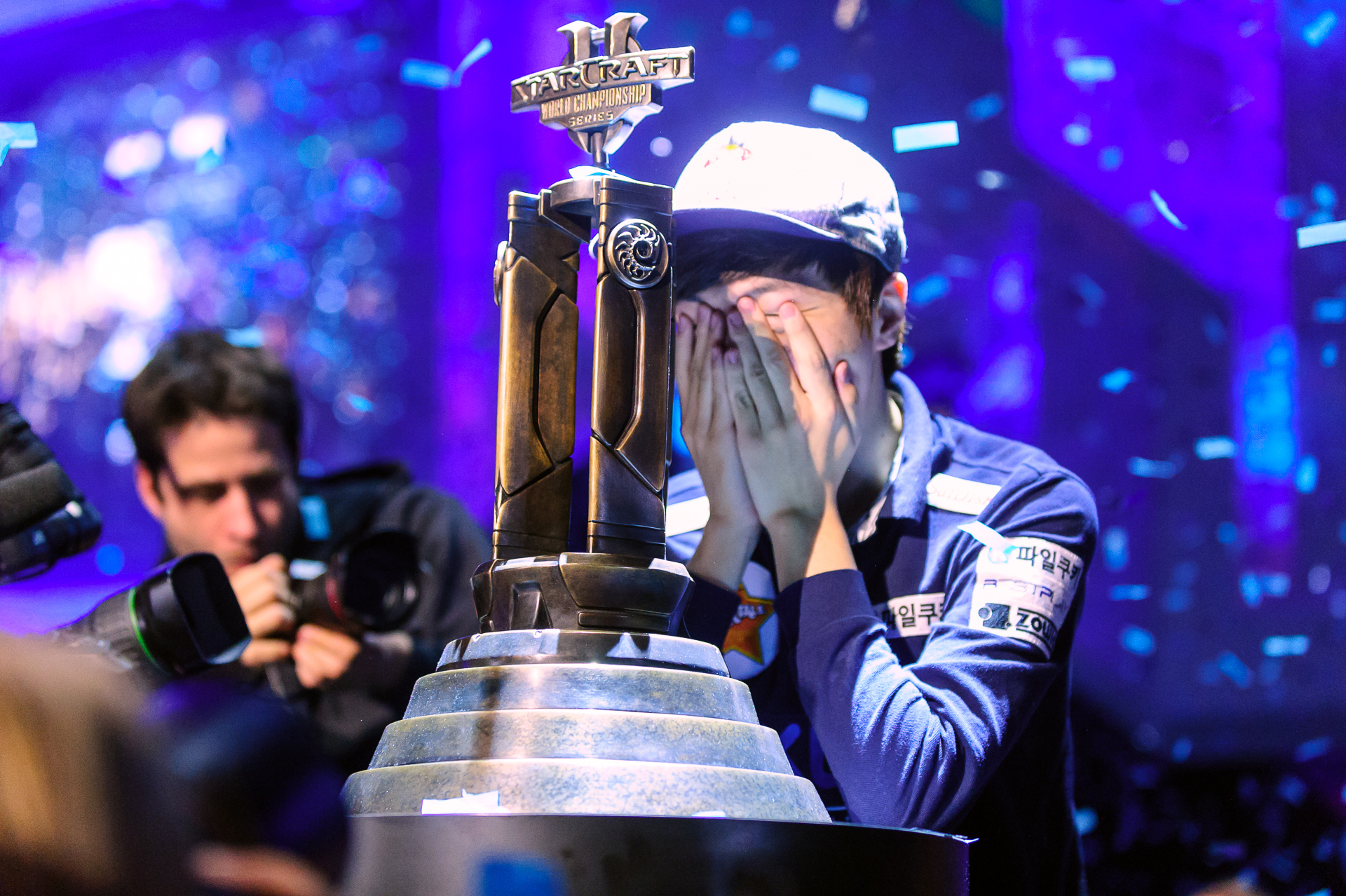
Life giành chiến thắng tại giải đấu StarCraft II của BlizzCon 2014

Vé được mở bán vào ngày 7 và 10 tháng 5 năm 2014 qua Eventbrite, thay vì qua Blizzard Store. Blizzard một lần nữa đã bán Vé ảo để phát trực tuyến trực tuyến tất cả các sự kiện.
Overwatch, một game bắn súng nhiều người chơi mới, được công bố vào ngày 7 tháng 11 năm 2014. Phần thứ ba của Starcraft II, Legacy of the Void cũng được công bố - cùng với đó là gói mở rộng đầu tiên của Hearthstone, Goblins vs. Gnomes. Giải vô địch thế giới Hearthstone đầu tiên được tổ chức tại sự kiện này.
Buổi hòa nhạc lễ bế mạc được mở đầu bởi Elite Tauren Chieftain cấp 90 và kết thúc bởi Metallica.

#### 2015

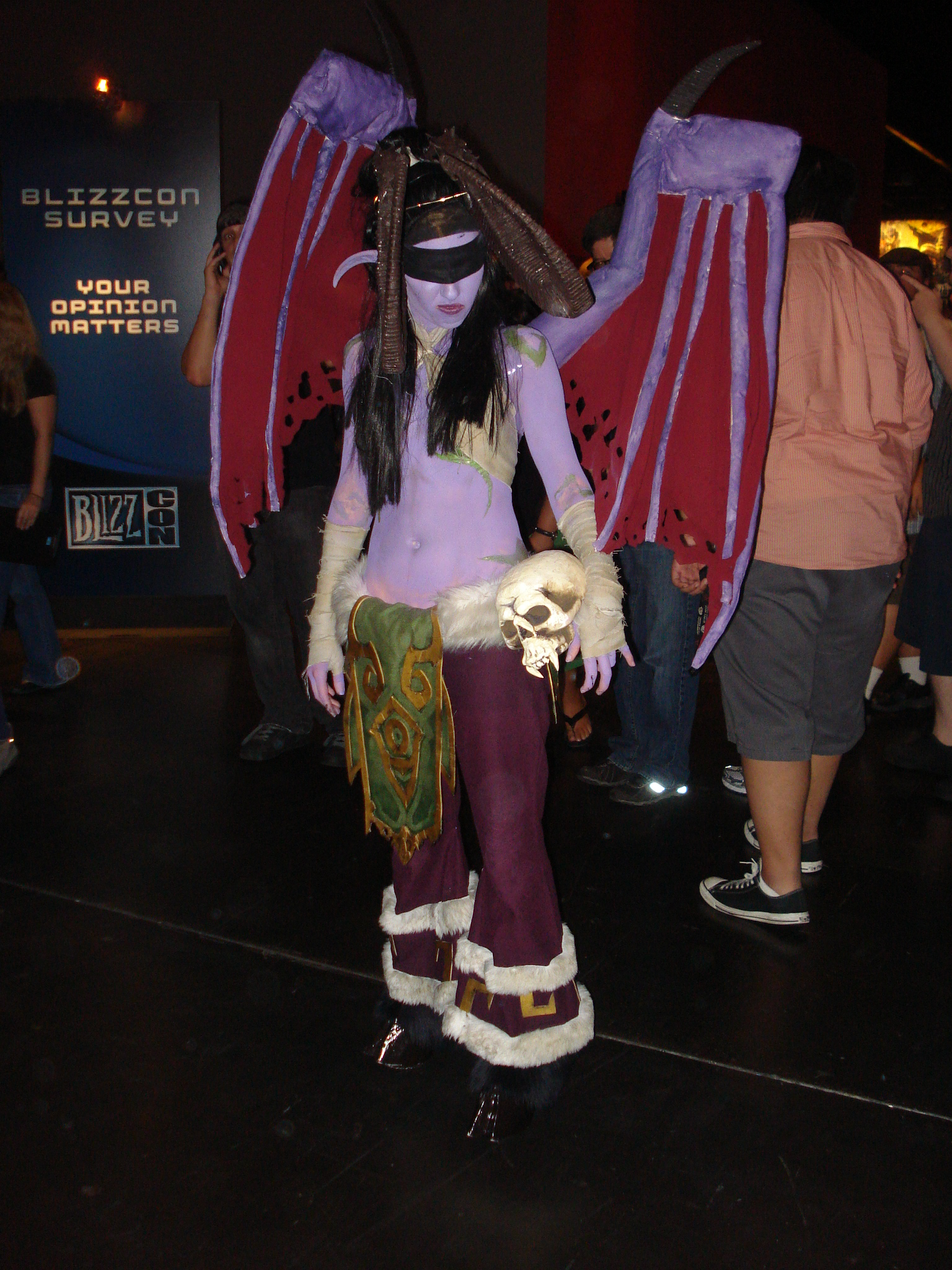
Fan trong trang phục Illidan

Vé được mở bán vào ngày 15 và 18 tháng 4 qua Eventbrite, và gần như bán hết ngay lập tức. Blizzard một lần nữa đã bán Vé ảo để phát trực tuyến trực tiếp tất cả các sự kiện được tổ chức tại BlizzCon. Buổi phát sóng trực tuyến của đại hội đã có hơn 10 triệu người theo dõi.
Bản adventure thứ ba của Hearthstone, League of Explorers, được công bố vào ngày 6 tháng 11 năm 2015, sau đó được phát hành vào ngày 12 tháng 11. Overwatch được thông báo sẽ phát hành vào quý 2 năm 2016; thời gian cụ thể sau đó được xác nhận là ngày 24 tháng 5. Bản mở rộng World of Warcraft: Legion đã phát hành trailer điện ảnh và công bố ngày phát hành sẽ rơi vào hoặc trước ngày 21 tháng 9 năm 2016. Bộ phim Warcraft phát hành trailer chính thức đầu tiên và tiết lộ ngày ra rạp là 10 tháng 6 năm 2016. StarCraft II được thông báo sẽ có các gói nhiệm vụ chơi đơn mới, Nova Covert Ops, mỗi gói bao gồm ba nhiệm vụ.
Giải vô địch thế giới Heroes of the Storm năm 2015 và giải vô địch thế giới Hearthstone lần thứ hai được tổ chức tại sự kiện này.
Buổi biểu diễn kết thúc sự kiện được thực hiện bởi Linkin Park.

#### 2016
BlizzCon 2016, còn được gọi là BlizzCon X, là sự kiện BlizzCon lần thứ 10. Vé được bán vào ngày 20 và 23 tháng 4 qua dịch vụ bán vé Universe. Blizzard phát hành Vé ảo để phát trực tuyến trực tiếp tất cả các sự kiện thể thao điện tử.
Tháng 9 năm 2016, Blizzard Entertainment đã phát hành phiên bản preview về những phần thưởng vật phẩm của BlizzCon 2016 và lần đầu tiên "goody bag", vốn chỉ dành cho những người tham dự trực tiếp, đã được bán cho đối tượng mua vé tham gia online.
Bản mở rộng thứ tư của Hearthstone, Mean Streets of Gadgetzan, được công bố vào ngày 4 tháng 11 năm 2016 và sau đó được phát hành vào ngày 1 tháng 12 năm 2016.
Overwatch chính thức công bố hero Sombra, Blizzard thông báo thành lập giải đấu thể thao điện tử chính thức cho Overwatch. Ngoài ra, có thông báo rằng Diablo III sẽ bao gồm một phiên bản làm lại của Diablo và lớp anh hùng necromancer sẽ được thêm vào trong một DLC.
Các sự kiện tại BlizzCon 2016 bao gồm Vòng chung kết toàn cầu StarCraft II World Championship Series 2016, Giải đấu vô địch thế giói World of Warcraft, Hearthstone, Giải vô địch mùa thu Heroes of the Storm và Overwatch World Cup.
Kristian Nairn, người đóng vai Hodor trong series Game of Thrones của HBO, đóng vai trò DJ trong bữa tiệc kỷ niệm 25 năm thành lập Blizzard. Buổi hòa nhạc lễ bế mạc được biểu diễn bởi "Weird Al" Yankovic.

#### 2017

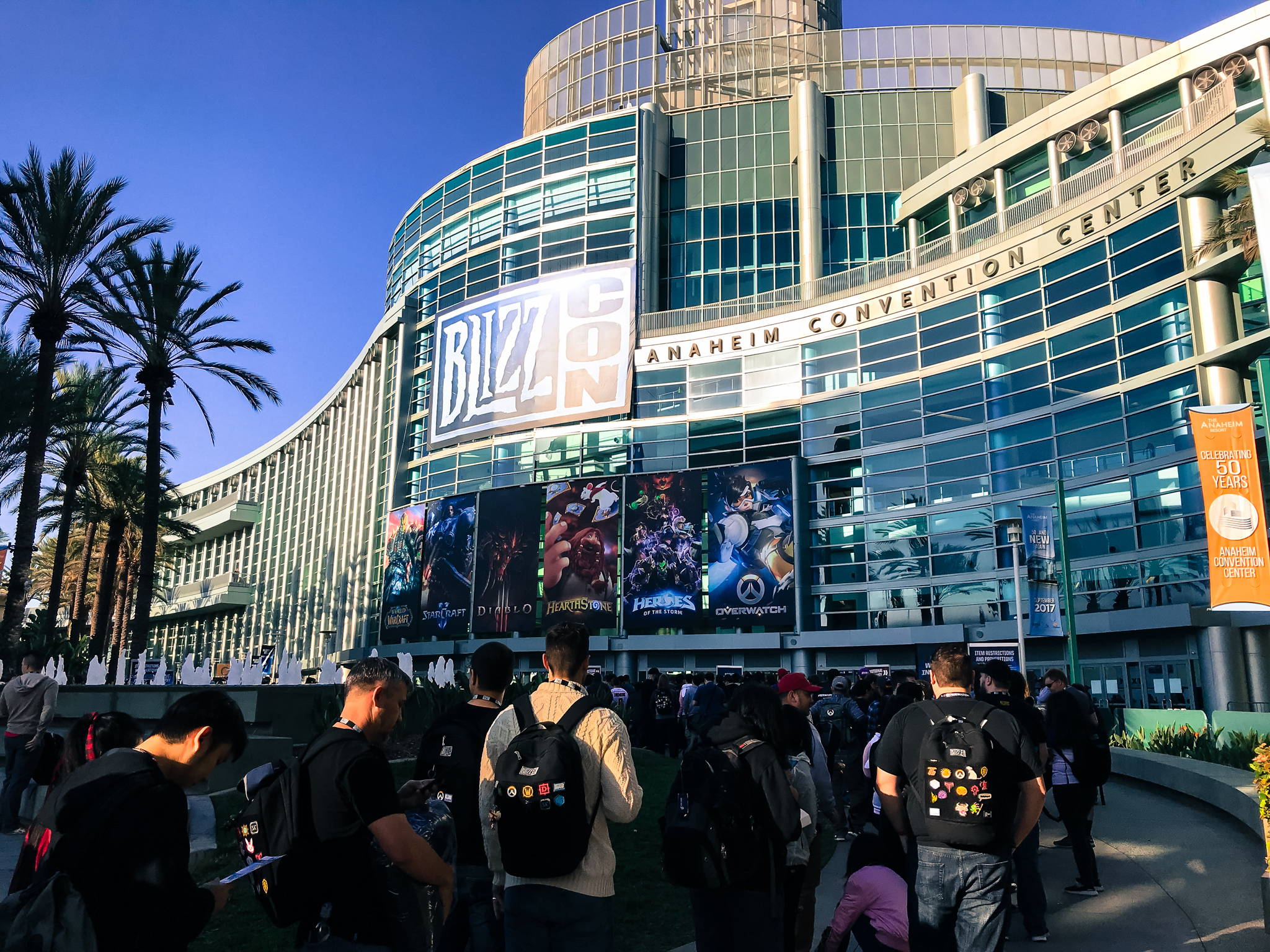
Bên ngoài Trung tâm Hội nghị Anaheim - BlizzCon 2017

Ngày 14 tháng 3, Blizzard Entertainment thông báo BlizzCon 2017 sẽ được tổ chức vào ngày 3 và 4 tháng 11, mở bán vé ngày 5 và 8 tháng 4 qua dịch vụ bán vé Universe. Đợt vé thứ ba được bán vào ngày 5/7 do trung tâm hội nghị có thêm hội trường mới. Giá cho cả vé vào cửa và bữa tối lần lượt là $199 và $750. Ngày 13 tháng 9, Vé trực tuyến bắt đầu được bán - bao gồm một thú cưỡi (mount) dạng bay trong World of Warcraft cùng các vật phẩm đặc biệt cho các trò chơi khác của Blizzard.
Blizzcon 2017 có số lượng kỷ lục hơn 35.000 người tham dự do việc mở rộng Trung tâm Hội nghị Anaheim.
Bản mở rộng tiếp theo cho World of Warcraft sẽ có tựa đề Battle for Azeroth. Một hero Overwatch mới là Moira đã được thêm vào trò chơi, cùng với đó là một bản đồ mới có tên "Blizzard World". Chiến dịch đầu tiên của StarCraft II: Wings of Liberty, chế độ nhiều người chơi và các chế độ khác của trò chơi hiện đã miễn phí. Bản mở rộng tiếp theo của Hearthstone với tên "Kobolds and Catacombs" sẽ được phát hành vào tháng 12 năm 2017.
Buổi biểu diễn kết thúc sự kiện được thực hiện bởi Muse.

#### 2018
Blizzard Entertainment thông báo rằng BlizzCon 2018 sẽ được tổ chức vào ngày 2 và 3 tháng 11 tại Trung tâm Hội nghị Anaheim, vé được mở bán qua Universe.com vào ngày 9 và 12 tháng 5. Một đợt vé thứ ba được bán vào ngày 18 tháng 8. Vé vào cửa vẫn ở mức 199 đô la, trong khi phương thức vé trực tuyến được cung cấp với giá 49,99 đô la.
Lễ hội kết thúc với ba buổi hòa nhạc của Train, Kristian Nairn, và Lindsey Stirling.

#### 2019
Blizzard Entertainment thông báo BlizzCon 2019 sẽ được tổ chức vào ngày 1 và 2 tháng 11 tại Trung tâm Hội nghị Anaheim, vé sẽ mở bán tại AXS.com vào ngày 4 và 8 tháng 5.
Các sự kiện diễn ra tại BlizzCon 2019 bao gồm Overwatch World Cup - với chiến thắng thuộc về đội Hoa Kỳ, StarCraft II WCS Global - với chiến thắng thuộc về Park "Dark" Ryung Woo, World of Warcraft Arena World Championship - Method Black giành vị trí quán quân, và World of Warcraft Mythic Dungeon International - Method EU về nhất, và Hearthstone Grandmasters Global Finals - với chức vô địch thuộc về VKLiooon, người phụ nữ đầu tiên giành giải Grandmasters trong trò chơi.
Lễ hội kết thúc với 3 buổi hòa nhạc của The Glitch Mob, Haywyre, và Fitz and the Tantrums.

### 2020s

#### 2020
Tháng 4 năm 2020, Blizzard thông báo rằng họ đang lên kế hoạch cho sự kiện Blizzcon tiếp theo, nhưng lưu ý rằng hình thức tổ chức có thể cần thay đổi, hoặc thậm chí hủy bỏ hoàn toàn do đại dịch Covid-19. Tháng 5 năm 2020, Blizzard xác nhận rằng họ sẽ không tổ chức sự kiện thực tế, nhưng đang xem xét thực hiện trên nền tảng trực tuyến. Ngày 21 tháng 9 năm 2020, Blizzard thông báo rằng sự kiện BlizzCon tiếp theo sẽ được tổ chức trực tuyến từ ngày 19 đến 20 tháng 2, 2021, với tên gọi BlizzConline.

#### 2021
BlizzConline, đại hội trực tuyến đầu tiên của Blizzard, sẽ được tổ chức từ ngày 19–20 tháng 2 năm 2021. Người hâm mộ có thể xem miễn phí tất cả nội dung BlizzConline tại trang web BlizzCon. Sau lễ khai mạc, sẽ có phần thông báo thông tin cập nhật và giải đáp thắc mắc từ đội ngũ phát triển của Blizzard.

## Blizzard WorldWide Invitational
Blizzard WorldWide Invitationals bao gồm những sự kiện tương tự như BlizzCon được tổ chức bên ngoài Hoa Kỳ.
| Phiên bản | Thời gian     | Địa điểm                                | Phí tham dự | Công bố game | Khóa beta           | Game tổ chức chơi                 | Website                                                       |
| --------- | ------------- | --------------------------------------- | ----------- | ------------ | ------------------- | --------------------------------- | ------------------------------------------------------------- |
| 1         | 15-18/01/2004 | Seoul, Hàn Quốc, COEX Convention Center | Miễn phí    | N/A          | ?                   | ?                                 | ?                                                             |
| 2         | 03-05/02/2006 | Seoul, Hàn Quốc, COEX Convention Center | ?           | N/A          | ?                   | ?                                 | WWI 2006                                                      |
| 3         | 19-20/05/2007 | Seoul, Hàn Quốc                         | Miễn phí    | StarCraft II | N/A                 | N/A                               | WWI 2007                                                      |
| 4         | 28-29/06/2008 | Paris, Pháp, Porte de Versailles        | 70 euro     | Diablo III   | WoW Wrath Lich King | StarCraft II, WoW Wrath Lich King | WWI 2008 Lưu trữ ngày 25 tháng 4 năm 2009 tại Wayback Machine |